# Gare de Ronchamp
Gare de Ronchamp vasútállomás Franciaországban, Ronchamp településen.

## Vasútvonalak
Az állomást az alábbi vasútvonalak érintik:
- Párizs–Mulhouse-vasútvonal

## Kapcsolódó állomások
A vasútállomáshoz az alábbi állomások vannak a legközelebb:
- Gare de Lure
- Gare de Champagney